# 婚前協議書
婚前協議書是結婚雙方於婚前為了保障自己婚後的權益所作的協議。內容通常提到對婚後生活、資產以至離婚時財產等等的處置。
在法国、德国、意大利和瑞士等一些欧洲地区，承认双方婚前财产属权证明的合法性。而在美国，由于其较高的离婚率，婚前協議書被广泛承认而且較為流行。

## 效力
婚前協議書之適法性視各地法律而定。

### 中華民國（台灣）
在台灣，婚前協議書之內容若有損善良風俗，或與其他法律有所牴觸，則不具效用。此外，因為結婚被視作一種應永續經營的關係，所以以「有什麼行為（賭博喝酒等）則可申請離婚」來作協議內容，亦可能被判無效。但民法第1004條規定，夫妻可以在結婚前，以契約就法律所規定的約定財產制中，選擇其一作為未來要適用的夫妻財產制。

### 香港
在香港，法庭可以在離婚訴訟中把婚前協議書納入考慮範圍，婚前協議書本身是法律認可的，亦是亞洲地區唯一一個認可地區契約，故此具法律效力
。
除分居協議書以外的婚姻協議書，包括婚前協議、婚後協議，在香港都沒有法例與其相關，法庭亦不會視這類協議書有法律約束力。但是，法庭在離婚案件中，如須根據《婚姻法律程序與財產條例》 第7(1)條處理涉及附屬濟助及分配財產的事宜時，會考慮「案件的情況」及雙方的「行為」，婚姻協議（分居協議除外）的內容可成為考慮之列，法庭可能會採納部分或全部內容。法庭決定是否依從婚姻協議書發出相應命令時，公平原則將是重要的考慮因素。
律政司司長于2010年12月15日在香港立法會會議上回應謝偉俊議員時表示，政府當局尚須研究最高法院（指英国最高法院）的判詞（關於婚前協議的案例）。
他又表示，在現行法律下，婚前協議未獲認可。在決定應否對現行法律作出任何改動之時，當局不單須考慮其他司法管轄區的經驗，亦須考慮香港社會對這方面的社會價值觀。